# Байсун
Байсун (уз. Boysun) — місто на заході Сурхандар'їнської області Узбекистану. Розташовано в долині ріки Хангарансай, серед гір Байсунтау на висоті понад 1200 метрів над рівнем моря, за 145 км від Термезу.

## Історія
Околиці Байсуну були заселені ще в кам'яну добу. У печері Тешик-Таш знайдено останки неардертальців. Як поселення Байсун був заснований у 10 столітті та свого часу був містечком на одному з торговельних шляхів регіону. На початку 13 століття його зруйнували монголи, пізніше він відродився, але вже як звичайний кишлак. З 16 до середини 19 століття місто підпорядковувалось бухарським емірам.
1974 року Байсун отримав статус міста.

## Пам'ятки культури
Кишлаки навколо Байсуна — унікальний природно-культурний ландшафт, який не міняється протягом століть. Місцеве населення живе у традиційних будинках, займається традиційними ремеслами. Разом з природними об'єктами хребтами Басунтау, печерою Тешик-Таш та екосистемами району околиці міста є ландшафтним культурним заповідником, який відзначений ЮНЕСКО як кандидат у Список Світової спадщини.